# El Mas de les Mates
|  | No s'ha de confondre amb Mas de les Mates. |

El Mas de les Mates (en aragonès: Lo Mas de las Matas, en castellà, Mas de las Matas) és un municipi de l'Aragó, a la comarca del Baix Aragó.